# John Graham Kerr

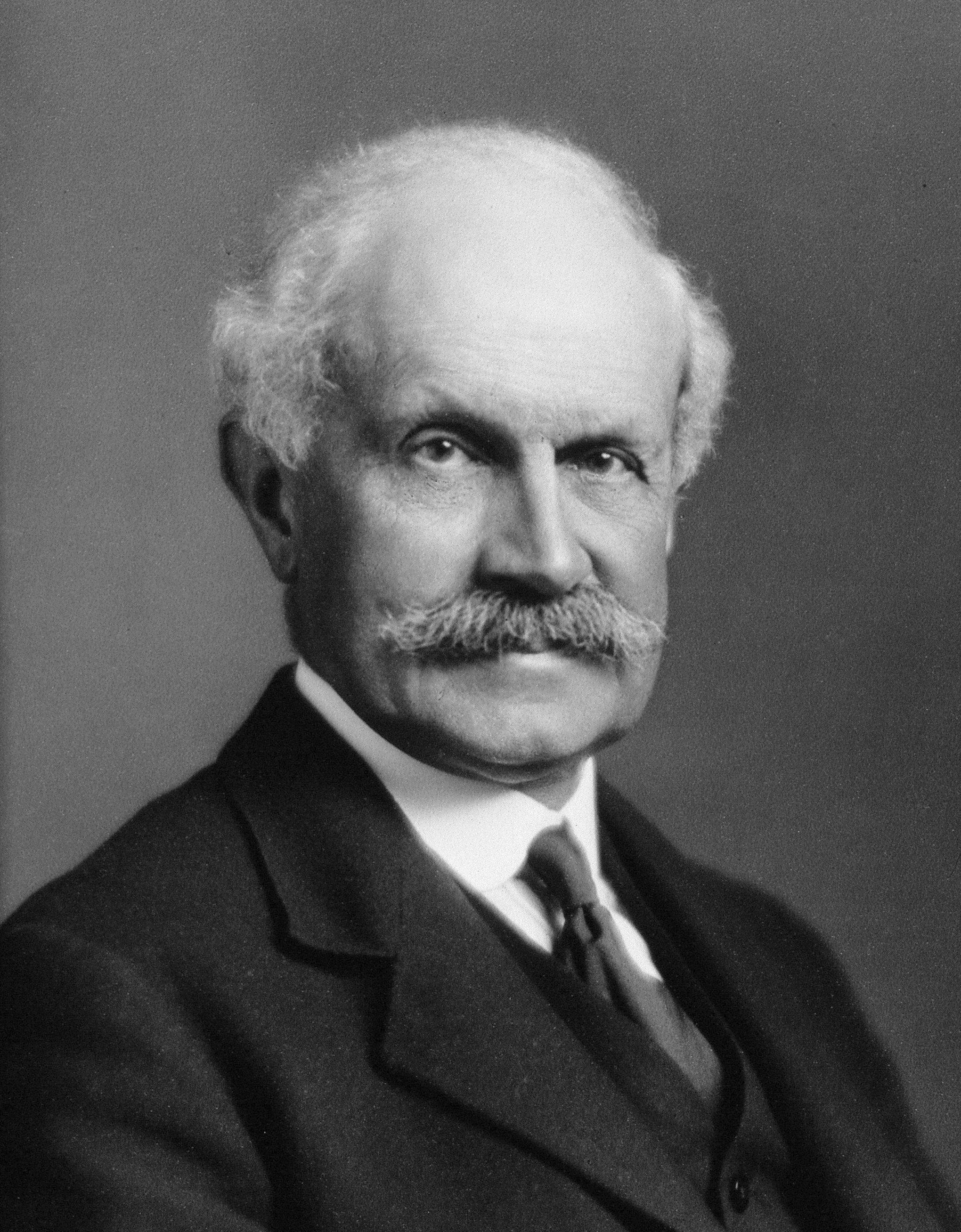
John Graham Kerr

Sir John Graham Kerr (* 18. September 1869 in Arkley (Hertfordshire), England; † 21. April 1957 in Barley (Hertfordshire)) war ein englischer Embryologe und Zoologe, der auch auf dem Gebiet der Tarnung von Kriegsschiffen forschte.

## Leben und Wirken
Kerr studierte Medizin. 1889 nahm er an einer argentinischen Expedition zum Río Pilcomayo in Paraguay teil. 1891 ging er an das Christ’s College der Universität Cambridge. Nach seinem Studienabschluss führte er selbst eine Expedition 1896 bis 1897 nach Paraguay zur Erforschung des Südamerikanischen Lungenfisches (Lepidosiren paradoxa). Er kehrte danach nach Cambridge zurück und blieb dort, bis er zum Regius-Professor für Naturgeschichte in Glasgow 1902 und zum Professor für Zoologie 1903 ernannt wurde. Diesen Posten hatte er bis 1935 inne, als er zu einem Mitglied des Parliament for the Scottish universities wurde. Sein Amtsnachfolger wurde Edward Hindle.
Kerr verbesserte das Wissen über die Evolution der Wirbeltiere. Sein Zugang zur Zoologie war morphologisch und phylogenetisch. Kerr ist bekannt für seine Studien zur Embryologie der Lungenfische, trug aber auch zu vielen weiteren zoologischen Teilgebieten bei.
1914 war er einer der ersten, die die verbesserte Tarnung für Kriegsschiffe durch kontrastreiche Muster vorschlugen. In einem Brief an Winston Churchill skizzierte Kerr die Entwicklung einer neuen Tarntechnik für britische Kriegsschiffe im Ersten Weltkrieg vor und beschrieb das seiner Meinung nach anwendbare Prinzip der „Dazzle Camouflage“. Dabei sei es das Ziel „zu Verwirren – nicht zu Verbergen“, indem man die charakteristischen Linien und Umrisse des Schiffes auflöst.

## Ehrungen
1903 wurde er als Mitglied (Fellow) in die Royal Society of Edinburgh und 1909 in die Royal Society of London gewählt. Die Académie royale des Sciences, des Lettres et des Beaux-Arts de Belgique nahm ihn im Dezember 1945 als assoziiertes Mitglied auf. 1939 wurde er zum Ritter geschlagen. Er war auch Mitglied der Linnean Society of London, die ihn 1955 mit der Linné-Medaille auszeichnete.

## Werke
Hier eine Auswahl seiner Werke:
- A Textbook of Embryology with the Exception of Mammalia, 1914–1919.
- Zoology for Medical Students, 1921.
- Evolution, 1926.
- A naturalist in the Gran Chaco, 1950.